# Leśniczówka Pełczanka
Leśniczówka Pełczanka – osada leśna w Polsce położona w województwie mazowieckim, w powiecie mińskim, w gminie Cegłów.
W latach 1975–1998 miejscowość należała administracyjnie do województwa siedleckiego.
Wierni Kościoła rzymskokatolickiego należą do parafii Jana Chrzciciela i Andrzeja Apostoła w Cegłowie.